# 김영신 (작가)
김영신은 대한민국의 텔레비전 드라마 작가이다. 지인에 따르면 엄청난 미인이라고 한다. 

## 드라마
- 2024년 MBC 금토 미니시리즈 《수사반장 1963》 ... 집필